# ジュピック
ジュピック（1967年4月3日 - ?）は、日本中央競馬会に所属していた競走馬・繁殖牝馬。持込馬で1970年のオークスを優勝。
馬齢は2000年まで使用されていた旧表記（数え年）を用いる。

## 経歴

### デビューまで
父トロピックはトウルビヨン系の種牡馬で、現役時はコロネーションカップやエクリプスステークスなどを制した一流馬。種牡馬としてアイルランド2000ギニーのパヴェーなどを送り出した。

### 3歳時（1969年）
8月30日に阪神でデビューし、6番人気ながら2着に6馬身差の快勝。2着馬は後に優勝牝馬でも2着に来るケイサンタであった。2戦目の3歳ステークスも連勝するが、3戦目のデイリー杯3歳Sは10着と大敗。ここから3連敗を喫するが、いずれも勝ち馬はタニノムーティエであった。

### 4歳時（1970年）
1970年（4歳）は阪神4歳牝馬特別4着、桜花賞5着と掲示板は確保するも、タマミには歯が立たなかった。
桜花賞からぶっつけでの挑戦となった優駿牝馬は前年にシャダイターキンで制していた森安重勝の手綱となったが、タマミが頭一つ抜けた1番人気に支持され、ジュピックは12番人気の低評価であった。当日は大雨に見舞われ田圃のような馬場で行われ、タマミは大幅な距離延長と不良馬場に逃げを殺され14着に敗退。代わって馬場の悪い直線の内を突いたジュピックが、ケイサンタに5馬身差を付けて優勝。勝ち時計2分40秒6は現在の条件で施行されるようになってからのワースト2であるが、ラップは決してスローペースではなく、上がり3Fが42秒近くかかった壮絶な消耗戦であった。12番人気と10番人気の組み合わせで、枠番連勝は8210円を記録。この時の優勝馬体重390kgは史上最軽量でのクラシック競走勝利ともなったが、翌1971年にカネヒムロが384kgで更新されている。森安は優駿牝馬を連覇し、レース後のコメントで「最内は案外馬場が良かった」と振り返っている。
その後は同年秋の神戸杯2着が最高で、京都牝馬特別はクニノハナの5着でビクトリアカップには出走しなかった。1971年（5歳）は条件戦で凡走を繰り返すなど全く振るわず、結局1勝もすることなく、当時新人の南井克巳が騎乗した10月23日の比叡ステークス（800万下）9着を最後に引退。
ジュピック以来、優駿牝馬の優勝馬はその後1勝も出来ないということが続いていたが、1973年に勝ったナスノチグサが1974年に新潟記念を勝ってそのジンクスを打ち破っている。

### 引退後
引退後は1972年から繁殖入りし、8頭を産むも目立った活躍馬は残せなかった。しかし函館スプリントS3着馬イサミサクラの祖母となったため、現在でも牝系を残すことに成功している。

## 競走成績
- 1969年（5戦2勝）
  - 1着 - 3歳ステークス
- 1970年（10戦1勝）
  - 1着 - 優駿牝馬
  - 2着 - 神戸杯
  - 3着 - 4歳特別
- 1971年（11戦0勝）
  - 3着 - 短距離ステークス

※太字は八大競走を含むGI級レース。

## 血統表
| ジュピックの血統               | ジュピックの血統                  | ジュピックの血統  | （血統表の出典）  | （血統表の出典） |
| 父 Tropique 1952 鹿毛          | 父の父Fontenay 1946 鹿毛          | Tornado           | Tourbillon        | Tourbillon       |
| 父 Tropique 1952 鹿毛          | 父の父Fontenay 1946 鹿毛          | Tornado           | Roseola           |                  |
| 父 Tropique 1952 鹿毛          | 父の父Fontenay 1946 鹿毛          | Flying Colours    | Massine           | Massine          |
| 父 Tropique 1952 鹿毛          | 父の父Fontenay 1946 鹿毛          | Flying Colours    | Red Flame         |                  |
| 父 Tropique 1952 鹿毛          | 父の母Aurore Boreale 1941 鹿毛    | Brantome          | Blandford         | Blandford        |
| 父 Tropique 1952 鹿毛          | 父の母Aurore Boreale 1941 鹿毛    | Brantome          | Vitamine          |                  |
| 父 Tropique 1952 鹿毛          | 父の母Aurore Boreale 1941 鹿毛    | Voute Celeste     | Legatee           | Legatee          |
| 父 Tropique 1952 鹿毛          | 父の母Aurore Boreale 1941 鹿毛    | Voute Celeste     | La Grande Ourse   |                  |
| 母 *ジユデラ Judella 1953 栗毛 | 母の父Niccolo Dell'Arca 1938 鹿毛 | Coronach          | Hurry On          | Hurry On         |
| 母 *ジユデラ Judella 1953 栗毛 | 母の父Niccolo Dell'Arca 1938 鹿毛 | Coronach          | Wet Kiss          |                  |
| 母 *ジユデラ Judella 1953 栗毛 | 母の父Niccolo Dell'Arca 1938 鹿毛 | Nogara            | Havresac          | Havresac         |
| 母 *ジユデラ Judella 1953 栗毛 | 母の父Niccolo Dell'Arca 1938 鹿毛 | Nogara            | Catnip            |                  |
| 母 *ジユデラ Judella 1953 栗毛 | 母の母Jupiter Island 1944 栗毛    | Signal Light      | Pharos            | Pharos           |
| 母 *ジユデラ Judella 1953 栗毛 | 母の母Jupiter Island 1944 栗毛    | Signal Light      | Ensoleillee       |                  |
| 母 *ジユデラ Judella 1953 栗毛 | 母の母Jupiter Island 1944 栗毛    | Play Suit         | Hyperion          | Hyperion         |
| 母 *ジユデラ Judella 1953 栗毛 | 母の母Jupiter Island 1944 栗毛    | Play Suit         | Polly Play        |                  |
| 母系(F-No.)                    | (FN:21-a)                         | (FN:21-a)         | (FN:21-a)         | [ § 2 ]          |
| 5代内の近親交配                | Swynford5×5=6.25%                 | Swynford5×5=6.25% | Swynford5×5=6.25% | [ § 3 ]          |
| 出典                           | 1. 2. 3.                          | 1. 2. 3.          | 1. 2. 3.          | 1. 2. 3.         |